# Riepe (Duitsland)
Riepe is een dorp in de Duitse deelstaat Nedersaksen. Bestuurlijk maakt het deel uit van de gemeente Ihlow, gelegen in de Landkreis Aurich in Oost-Friesland.
Voor het gelijknamige gehucht in de Samtgemeinde Fintel, eveneens in Nedersaksen gelegen, zie Vahlde.
Riepe ligt op een lage zandrug die maar net boven het veen uitkomt. De oudste huizen van het langgerekte lintdorp staan op de opgehoogde rand van de rug. Vanaf de zandrug lopen zeer smalle percelen als opstrekkende akkers het veen in. In het oosten gaat Riepe naadloos over in het buurdorp Ochtelbur. 
De plaatsjes Westerende-Kirchloog, Bangstede, Ochtelbur en Riepe liggen aan een van noordoost naar zuidwest lopende secundaire weg, een Landesstraße, van Aurich naar Emden. Ten zuiden van Riepe buigt deze Friesenweg af naar de aansluiting nummer 6, Riepe, van de Autobahn A 31. 
Bij de aansluiting op de A 31 bevindt zich het belangrijkste bedrijventerrein van de gemeente Ihlow. Er is echter alleen midden- en kleinbedrijf van plaatselijk of ten hoogste regionaal belang gevestigd. Nabij het dorp ligt een windpark van de firma Enercon met 34 grote windturbines.

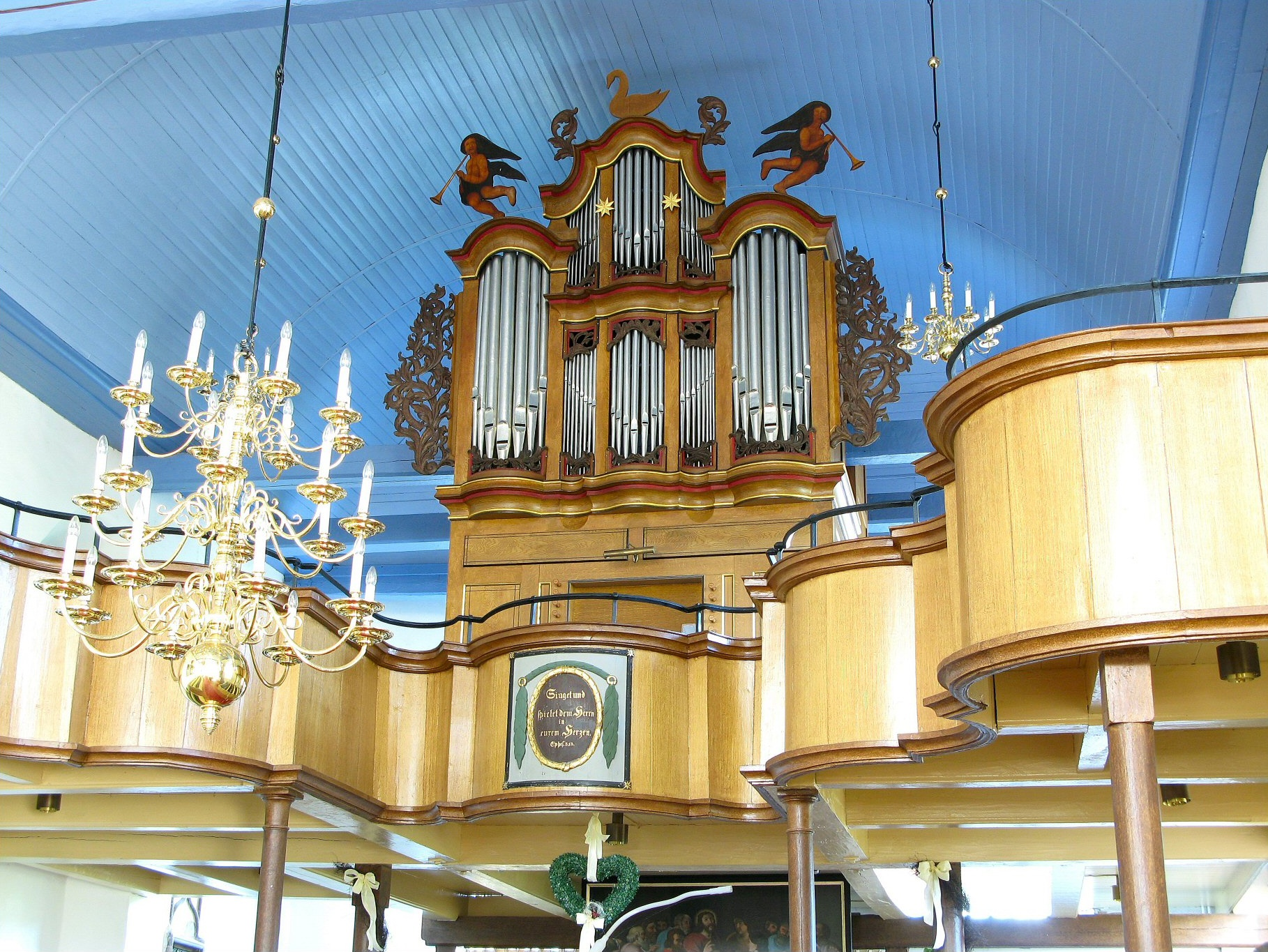
Orgel in de kerk van Riepe

Het dorp heeft een kerk uit de zestiende eeuw. Eerder was er een kapel, vermoedelijk uit de twaalfde of dertiende eeuw. De kerk bezit een in 1785 voltooid kerkorgel van de hand van Johann Friedrich Wenthin.
In 1717 had het dorp zwaar te lijden van de kerstvloed; 17 dorpelingen kwamen om bij deze overstroming. Riepe heeft een geschiedenis van zowel strijd tegen, als verdienste aan het water. Van 1954 tot 1994 vond landaanwinning in voormalige moerassen plaats door het ophogen van de grond met slib uit de haven van Emden.
Riepe kende in het verleden (tot ca. 1950) enige fokkerij van ganzen. Ook woonden er binnenvissers en mensen, die van de eendenjacht leefden.
Slechts ongeveer 3 km ten noordwesten van Riepe ligt het recreatie- en natuurgebied Großes Meer, op grondgebied van de gemeente Südbrookmerland.
- Gemeinsame Normdatei: 7591970-9
- Virtual International Authority File: 239233566